# Llista superciliar

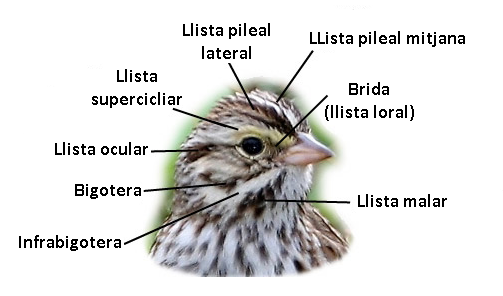

La llista superciliar és una franja molt marcada que presenten alguns ocells al plomatge de la cara. Es tracta d'una banda, de gruix variable, que comença a la base del bec, i va per sobre de l'ull i per sota del pili per acabar a la part posterior del cap. També se la coneix com cella. Es diferencia de la brida i de la llista ocular perquè aquestes van a la mateixa altura que els ulls, per davant i per darrere respectivament. Quan la línia està present només per sobre de la brida i no continua per darrere de l'ull s'anomena llista supraloral.
Molts cops, el color, la forma, la longitud i altres característiques de la llista superciliar són útils per a la identificació de l'espècie a què pertany l'ocell. Com per exemple, la llista superciliar del mosquiter fosc s'usa per distingir-lo del mosquiter de Schwarz. La llista superciliar del mosquiter fosc és blanquinosa, estreta i amb una forma molt definida davant de l'ull i que es va ampliant i enfosquint a mesura que va cap enrere, mentre que la del mosquiter de Schwarz és groguenca i més ampla a la part davantera fent-se més estreta i blanquinosa a mesura que va cap enrere. La llista superciliar de la bosquerola xivitona la diferencia subtilment del seu parent proper (i de similar plomatge) la bosquerola de Lousiana. La primera té la llista superciliar bicolor que s'amplia significativament darrere de l'ull, mentre que la segona la té de color crema uniforme i és gairebé de la mateixa amplada a banda i banda de l'ull o fins i tot una mica més estreta darrere de l'ull.

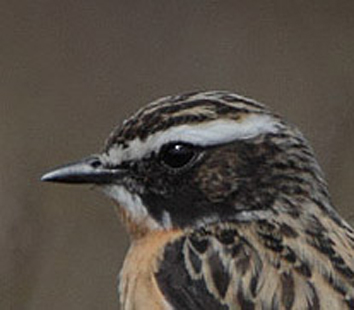
Bitxac rogenc.
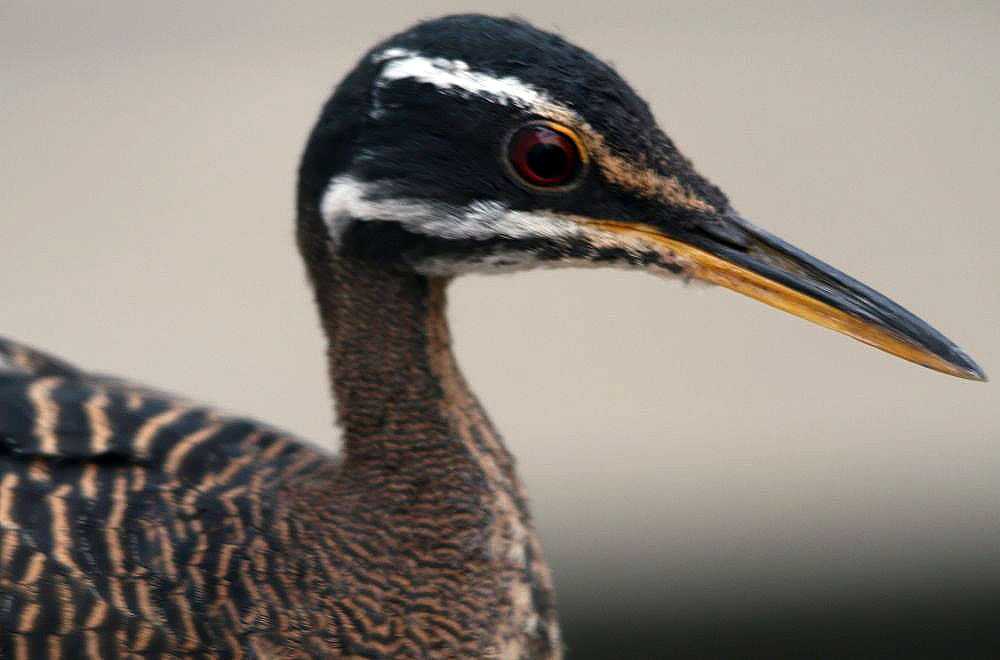
Ocell sol.
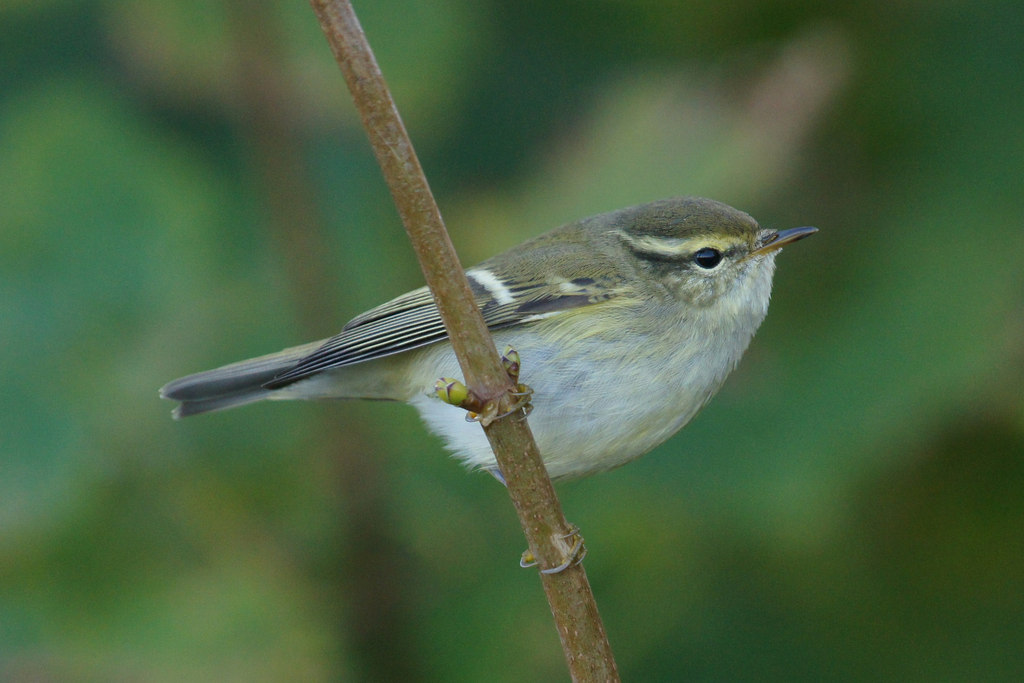
Mosquiter de doble ratlla.